# Sociedad Deportiva Ciudad de Santiago
La Sociedad Deportiva Ciudad de Santiago fue un club de fútbol de España, de Santiago de Compostela (La Coruña). Fue fundado en 1978 como Club Atlético Fátima.
Jugó en Segunda División B durante la temporada 2008/09, pero descendió a Tercera División de España por impagos. Finalmente, el equipo desapareció como "Ciudad de Santiago" en 2010, siendo refundado como "Club Atlético Fátima" de nuevo.
Militando la temporada 2022-23 en Tercera Galicia.

## Historia
El equipo comenzó su existencia como Club Atlético Fátima, equipo del barrio de O Castiñeiriño, siendo fundado el 14 de junio de 1978, y se federó a los pocos días. Su primer presidente fue Manuel Paz Nogueira, y el nuevo club contaría con categorías inferiores dentro de su propósito inicial, la educación futbolística de los jóvenes de la ciudad.
El equipo comenzó su andadura en las categorías inferiores del deporte gallego y se mantuvo en esas divisiones durante gran parte de su existencia. Sin embargo, el equipo sufrió una gran evolución a partir del año 2005, cuando el club asciende a Regional Preferente de Galicia e inicia un proyecto para tratar de conseguir ser el primer club de Santiago de Compostela, recibiendo la mayor parte del dinero que otorga el Ayuntamiento de Santiago a los clubes deportivos en detrimento de la SD Compostela, y contando con el apoyo de empresas patrocinadoras locales. El club se convirtió a Sociedad Anónima Deportiva en una votación y pasó a llamarse Ciudad de Santiago desde la temporada 2005-06.
En la temporada 2006-07 el club asciende a Tercera División. El equipo se traslada al Multiusos de San Lázaro y ficha para la ocasión a varios jugadores de otros equipos gallegos y a otros con experiencia en Primera División como Changui. Después de terminar el primero en la fase regular, logró ascender a Segunda División B tras ganar a la UD Almansa. 
Durante una temporada permaneció en Segunda B, donde acabó en decimotercer lugar. Sin embargo, los impagos provocan su descenso y posterior sustitución en la competición por el Montañeros CF. Su última temporada la pasó en Tercera dentro del Grupo I, pero los impagos a los jugadores se sucedieron y el equipo no se presentó a varios partidos de la competición. Esto provocó que la RFEF eliminase al equipo del campeonato mediante un descenso a Preferente, lo que provocó su desaparición definitiva. Los problemas económicos hicieron que el club volviera a comenzar de cero, y en la temporada 2010-2011 fue refundado con su nombre antiguo; Club Atlético Fátima por la antigua directiva, con el objetivo de establecerse lo antes posible en las categorías de honor del fútbol español.

## Uniforme
- Uniforme titular: Camiseta blanca con rayas verdes, pantalón y medias verdes.
- Uniforme alternativo: Camiseta negra con detalles blancos, pantalón y medias negras y blancas.

## Estadio
El Ciudad de Santiago jugaba sus partidos en el Multiusos de San Lázaro, con capacidad para 14.000 espectadores, desde el año 2007. Compartía el campo con el otro equipo de Santiago, la SD Compostela, y cuenta con una pista de atletismo que en la actualidad se encuentra en desuso.
El estadio de San Lázaro se encuentra ubicado en una posición estratégica, ya que se puede acceder tanto al centro urbano como al Aeropuerto internacional de Lavacolla, en 5 y 10 minutos respectivamente. Está rodeado de dos hoteles, y del Palacio de Congresos y Exposiciones.
Actualmente, el equipo refundado con el nombre de Club Atlético Fátima, se ha restablecido en el campo "Manuel Paz Nogueira", situado en el barrio de O Castiñeiriño, de Santiago de Compostela.

## Datos del club
- Temporadas en Primera División: 0
- Temporadas en Segunda División: 0
- Temporadas en Segunda División B: 1
- Temporadas en Tercera División: 2
- Mejor puesto en la liga: 13º (Segunda División B, temporada 2008/09)
- Participaciones en la Copa del Rey: 1
- Mejor puesto en la Copa del Rey: 1ª ronda (2008/09)

| Temporada | Nivel | Categoría     | Puesto | Copa del Rey |
| --------- | ----- | ------------- | ------ | ------------ |
| 2000/01   | 6     | 1ª Autonómica | 1º     |              |
| 2001/02   | 5     | Preferente    | 14º    |              |
| 2002/03   | 5     | Preferente    | 8º     |              |
| 2003/04   | 5     | Preferente    | 11º    |              |
| 2004/05   | 5     | Preferente    | 12º    |              |
| 2005/06   | 5     | Preferente    | 2º     |              |
| 2006/07   | 5     | Preferente    | 2º     |              |
| 2007/08   | 4     | 3ª            | 1º     |              |
| 2008/09   | 3     | 2ªB           | 13º    | 1ª ronda     |
| 2009/10   | 4     | 3ª            | R      |              |

## Palmarés
- Tercera División de España (1): 2007-08